# Gál András (vízilabdázó)
Gál András (Budapest, 1970. május 3. –) hatvanszoros magyar válogatott vízilabdázó, ügyvéd.
1982 és 1998 között az Újpesti TE játékosa, többek között az 1994-es BEK-győztes csapatának tagja. Részt vett az 1994-es vízilabda-világbajnokságon, ahol a magyar férfi vízilabda-válogatott az ötödik helyen végzett. 1994-ben a Magyar Kupa legjobb játékosának választották.

## Sportolói pályafutása
Sportpályafutásával párhuzamosan felsőfokú tanulmányokat is folytatott. A Tanárképző Főiskolán végzett földrajz–testnevelés tanárként (1991–1995), majd 1996–2001 között jogi diplomát szerzett.
1982–1998 között az Újpesti Dózsa, illetve UTE játékosa, 1991-ben, 1993-ban, 1994-ben, és 1995-ben magyar bajnok, 1991-ben és 1993-ban pedig Magyar Kupa győztes. 1994-ben a Magyar Kupa legjobb játékosának választották. Az 1994-es BEK- és Szuper-kupagyőztes csapatának tagja. A győztes csapat játékosai: Bene András, Benedek Tibor, Dala Tamás, Fazekas Zoltán, Gál András, Kovács Zoltán, Mátéfalvy Csaba, Nitsovits Tamás, Rázga Zoltán, Szabó Zoltán, Vincze Balázs, Vogel Zsolt, Zantleitner Tamás (edző: Kovács István). A csapat 1995-ben Rázga helyett Csizmadia Zsolttal, majd 1996-ban Csizmadia helyett Kásás Tamással is eljutott a BEK-döntőig, de ott nem tudtak újra nyerni. 
1993-ban a döntőben a Pro Recco, illetve 1997-ben a Ferencváros legyőzésével LEN Kupa győztes.
Részt vett az 1994-es római vízilabda-világbajnokságon, ahol a magyar férfi vízilabda-válogatott az ötödik helyen végzett. A csapat tagjai: Benedek Tibor, Dala Tamás, Fodor Rajmund, Gál András, Kósz Zoltán, Kuna Péter, Monostori Attila, Németh Zsolt, Péter Imre, Tóth Frank, Tóth László, Varga I. Zsolt, Vincze Balázs)
Tagja volt az athéni Világkupán az 1997-ben bronzérmes csapatnak. A csapat tagjai: Benedek Tibor, Kásás Tamás, Vári Attila, Steinmetz Barnabás, Fodor Rajmund, Gál András, Kósz Zoltán, Tóth Frank, Varga Zsolt, Vincze Balázs, Kovács Zoltán, Molnár Tamás, Kiss Gergely.
Gál András emellett háromszoros Universiade-ezüstérmes (1993,1995,1997). 1993-ban a döntőben a Pro Recco, illetve 1997-ben a Ferencváros legyőzésével LEN Kupa győztes.
1994-ben a Pescara ellen játszva az Újpesti TE a LEN-szuperkupát is megnyerte.

### Külföldi évek és visszavonulás
1998-ban elhagyta az Újpestet. 1998-tól a horvát VK Primorje Rijeka vízilabdázója, majd 2000-ben átigazolt az Ortigia Siracusához. 2001-től az SS Lazio színeiben játszott.
2008-2016 között (visszavonulása után) a Magyar Vízilabda-szövetség Versenybíró Bizottságának elnöke volt.

## Jogászi pályafutása
2002 nyarán visszavonult az aktív sporttól, és a jogi pályán kezdett el tevékenykedni. A Zamecsnik, Pósfai és társai Ügyvédi Irodában kezdett ügyvédjelöltként dolgozni. 2006-ban saját ügyvédi irodát alapított. Legfőképpen büntetőügyekkel foglalkozik.
Társalapítója a Nem Tehetsz Róla, Tehetsz Ellene Alapítványnak, mely áldozatvédelemmel, stratégiai pereskedéssel foglalkozik.

### Legismertebb ügyei
- Rejtő Tibornak, a K&H Bank vezérigazgatójának felmentése a Kulcsár-ügyként elhíresült ügyben.[6][7]
- Renner Erika sértetti képviselete a „lúgos orvos” ügyben.[8][7]
- Kovács Szilárd sértetti képviselete a „darnózseli hentes” ügyében.[9][7]
- A bicskei pedofilügyben képviselte az áldozatokat a gyermekotthon korábbi igazgatójával szemben [7]

## Családja
Édesapja az Újpesti TE volt játékosa, édesanyja röplabdázott. Felesége Bartos Eszter egykori válogatott szinkronúszó, gyermekei Dániel (2001), Dávid (2006), Máté (2008), Mira (2014).